# Nemčiňany
Nemčiňany jsou obec na Slovensku v okrese Zlaté Moravce v Nitranském kraji.

## Poloha a přírodní podmínky
Leží v severní části Pohronské pahorkatiny v údolí Rohožníckeho potoka, katastr částečně zasahuje až do Štiavnických vrchů. Střed obce leží v nadmořské výšce přibližně 212 metrů. Podklad území obce tvoří třetihorní jíly a písky, sopečné tufy, kryté spraší a hnědozemí. Část katastru je zalesněna, převažují duby.

## Historie
První písemná zmínka pochází z roku 1258 jako Nempchen, Nempchin, později jsou dokumentovány názvy Nimchin (1284), Nemchyn (1301), Nemchen (1309), Nempchen (1327), Nemežinany (1773), Nemčani (1786), Nemčiňany (1808), maď. Nemcsény. Osada pravděpodobně s německým obyvatelstvem existovala v dobách Velké Moravy. Dle písemných pramenů patřila místním zemanům, od roku 1493 část majetku připadla opatství v Hronském Beňadiku, v roce 1521 nitranskému biskupství, v roce 1559 ostřihomské kapitule, později panství Topoľčianky a rodině Kostolányi. V roce 1634 byla napadena Turky.
Na katastru dnešní obce v minulosti ležely další osady (Jurk, Palwelge, Rawazzeg), které zanikly či se obcí spojily.

## Pamětihodnosti
- římskokatolický kostel svatého Michaela archanděla původně románský z první poloviny 13. století, v 18. století barokně přestavěný, s románskou a renesanční křtitelnicí

## Osobnosti
- Karol Rovan - matematik a pedagog, narozený zde v roce 1908